# Moctar Cissé
Moctar Mohamed Cissé (ur. 10 marca 1993 w Bamako) – malijski piłkarz występujący na pozycji napastnika, zawodnik US Bougouni. Były reprezentant reprezentacji Mali.

## Życiorys

### Kariera klubowa
Karierę piłkarską rozpoczął w malijskim klubie AS Real Bamako z Malien Première Division. Następnie był zawodnikiem klubów: Stade Malien (2014–2015), marokańskiego Wydad Casablanca z GNF 1 (2015–2016, kwota odstępnego 37 tys. euro), AS Salé z GNF 2 (2016, wypożyczenie), albańskiego KF Tirana z Kategoria Superiore (2016–2017), algierskiego CS Constantine z Championnat National de Première Division (2017–2018, bez odstępnego), NA Hussein Dey (2018), USM Bel Abbès (2019), US Biskra (2019-2020) i Al-Hilal Bengazi (2021-2022).

### Kariera reprezentacyjna
W reprezentacji Mali zadebiutował 20 czerwca 2015 na stadionie Estádio 24 de Setembro (Bissau, Gwinea Bissau) podczas kwalifikacji do Mistrzostw Narodów Afryki w Piłce Nożnej 2016 w zremisowanym 1:1 meczu przeciwko reprezentacji Gwinei Bissau.

## Sukcesy

### Klubowe
KF Tirana
- Zwycięzca w Pucharze Albanii: 2016/2017

CS Constantine
- Zwycięzca Championnat National de Première Division: 2017/2018